# Malte Grunert
Malte Grunert (* 1967) ist ein deutscher Filmproduzent.

## Leben
Zu den ersten von Grunert produzierten Projekten gehören die Fernsehserie Auf Achse in den 1990er-Jahren und die Fernsehfilme Der blonde Affe und Die Rückkehr des Vaters. Es folgten Neger, Neger, Schornsteinfeger! von Regisseur Jörg Grünler aus dem Jahr 2006 mit Veronica Ferres in der Hauptrolle und zwei Jahre später Die Rote Zora von Peter Kahane.
Im Jahr 2009 gründete Grunert die Produktionsfirma Amusement Park mit Sitz in Berlin und Hamburg, die er gemeinsam mit Amelie von Kienlin sowie mit Daniel Brühl und Klaus Dohle als Partner führt.
Für die deutsch-dänische Koproduktion Unter dem Sand – Das Versprechen der Freiheit wurde Grunert 2016 beim dänischen Filmpreis Robert ausgezeichnet. Der Film war in der Kategorie „Bester Fremdsprachiger Film“ 2017 für einen Oscar nominiert. Zuvor machte Grunert mit dem in Hamburg spielenden Thriller A Most Wanted Man von Anton Corbijn aus dem Jahr 2014 auf sich aufmerksam. 2019 produzierte er den Film Niemandsland – The Aftermath mit Keira Knightlley.
Malte Grunert produzierte Edward Bergers Romanverfilmung Im Westen nichts Neues, die 2022 in das Programm von Netflix aufgenommen wurde. Der Film wurde mit 4 Oscars, 7 BAFTAS und 9 deutschen Filmpreisen in verschiedenen Kategorien ausgezeichnet.
Ende Juni 2023 wurde Grunert Mitglied der Academy of Motion Picture Arts and Sciences.

## Filmografie
- 2003: Donna Leon – Venezianisches Finale (Fernsehfilm)
- 2006: Neger, Neger, Schornsteinfeger!
- 2008: Die Rote Zora
- 2009: Der Schrei der Eule
- 2009: Die drei ??? – Das verfluchte Schloss
- 2010: Otto’s Eleven
- 2014: A Most Wanted Man
- 2014: Mr. Turner – Meister des Lichts
- 2015: Unter dem Sand – Das Versprechen der Freiheit (Under sandet)
- 2019: Niemandsland – The Aftermath (The Aftermath)
- 2021: Nebenan
- seit 2021: Das Leben ist kein Kindergarten (Fernsehreihe)
- 2022: Im Westen nichts Neues

## Auszeichnungen
British Academy Film Award
- 2023: Auszeichnung als Bester Film (Im Westen nichts Neues)
- 2023: Auszeichnung als Bester fremdsprachiger Film (Im Westen nichts Neues)

Deutscher Fernsehpreis
- 2005: Nominierung für die Beste Krimireihe (Bella Block)

Filmfest Hamburg
- 2015: Nominierung für den Hamburger Produzentenpreis für Internationale Kino-Koproduktionen (Unter dem Sand – Das Versprechen der Freiheit)[4]

Oscar
- 2023: Nominierung als Bester Film (Im Westen nichts Neues)[5]

Robert
- 2016: Auszeichnung als Bester Film (Unter dem Sand – Das Versprechen der Freiheit)[6]